# 佳能 EF 8-15mm 鏡頭
佳能 EF 8-15mmm 鏡頭是由佳能公司生產的魚眼鏡頭，一共有下列幾種型號：
- Canon EF 8–15mm f/4L Fisheye USM

提供180度的視角。APS-C與APS-H及全画幅数码单反相机都可使用。

## 外部連結
- Canon EF 8–15mm F4L Fisheye USM （页面存档备份，存于）